# Gary Mark Smith
Gary Mark Smith (27 de abril de 1956, Bethlehem, Pensilvania) es un fotógrafo callejero estadounidense. Smith es reconocido por su estilo empático y literal de fotografía de un nivel internacional, a veces capturada en ambientes extremadamente peligrosos.

## Primeros años y educación
Nacido en Bethlehem, Pennsylvania, Smith tomó sus primeras fotos cuando crecía en su granja familiar a las afueras del pueblo de Kutztown, Pennsylvania. En la secundaria, comenzó tomando fotografías de la vida callejera en Washington Square, cerca de la ciudad de Nueva York. En 1984, se graduó de la Universidad de Kansas en Lawrence con una licenciatura en periodismo. En 1996, realizó un posgrado en Maestría de las Artes, el producto de una beca completa entregada por la Universidad de Purdue en West Lafayette, Indiana.

## Carrera

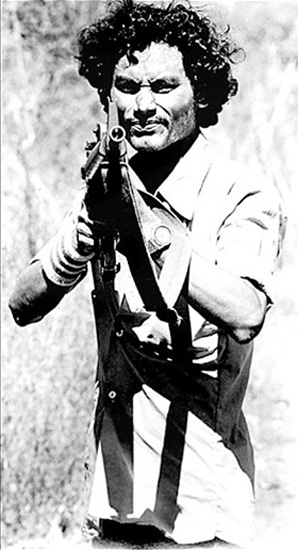
Tiempo de Guerra, Soldado de El Salvador.

Entre 1982 y 2005 Smith se hizo conocido como un fotógrafo callejero que toma fotografías a nivel mundial, innovador y original. Se distinguió por el hecho de mezclar el periodismo y arte, también por ganar acceso y ser testigo al peligro y drama de la historia para su uso como atractivo visual y con un carácter de estimulación intelectual en sus trabajos. Sus proyectos más notados incluyen:
La Guerra Fría
Varias expediciones a las guerras de guerrillas en El Salvador, Guatemala y Nicaragua, las cuales fueron provocadas por la tensión de la Guerra Fría. Fue allí como periodista del periódico de la Universidad de Kansas, y vendía sus fotografías a la Associated Press, United Press International y otras agencias al mismo tiempo. La forma de capturar las calles de varios lugares de la Guerra Fría le ganó a Smith una nominación para un premio William Randolph Hearst. Y en diciembre de 1991 la revista American Photo nombró a Smith un fotógrafo de carrera destacada American Photo.
Molten Memoirs

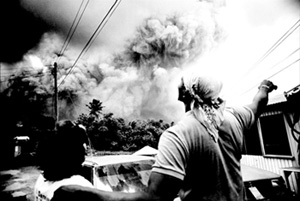
Erupción del Volcán Soufrière Hills en la Isla Caribeña de Monserrat.

En septiembre de 1997, Smith ganó acceso a la zona de muerte en Salem, Montserrat en las Antillas Menores del Mar Caribe, convirtiéndose en uno de los 200 famosos disidentes que rehusó salir de allí hasta la erupción del Volcán Soufrière Hills que casi los mató el 22 de septiembre 1997. En febrero de 1999, Smith lanzó su primer libro de fotografía mundial callejera sobre sus experiencias allá. En noviembre de 2000, Smith fue honrado por su trabajo en Montserrat como campeón de la competición de la revista American Photo por segunda vez, esta vez como ganador de la “Competición de los Lectores Internacionales American Photo”. En julio de 2009, un portafolio de 45 fotos de “Las calles del desastre del volcán Monserrat” fue incluido a la colección permanente en la National Trust de Montserrat.
Tora Bora. La perspectiva post- 9/11 de un fotógrafo callejero estadounidense en el cinturón tribal de Afganistán y Pakistán, en la época de Tora Bora.

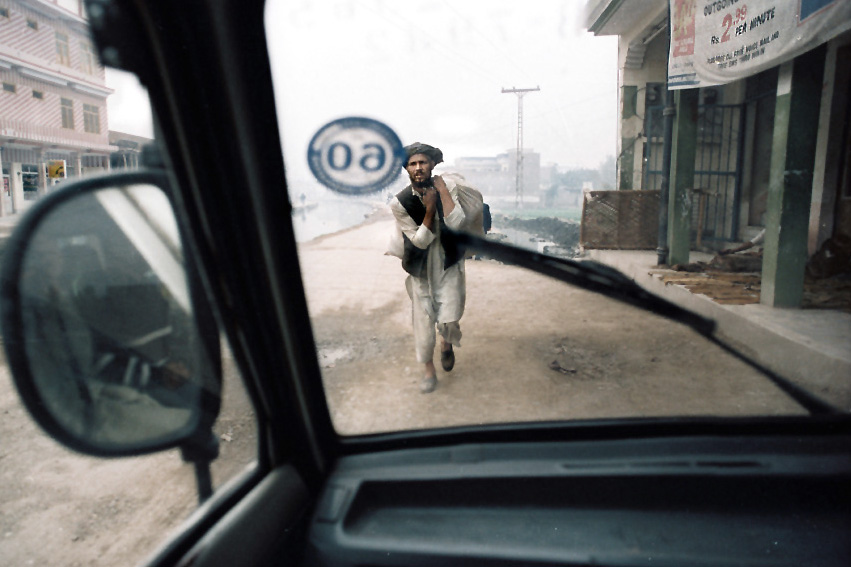
Única fotografía conocida de un Talibán huyendo de los bombardeos estadounidenses en Tora Bora

El proyecto de Smith de un mundo post 9/11 incluye trabajo de zona cero en Nueva York; las calles bajo la guerra aérea adyacente a la Batalla de Tora Bora; las calles en los campos de refugio en la frontera entre Afganistán y Pakistán; los calles de las áreas tribales bajo administración federal en Peshawar, Pakistán; más allá de el paso Khyber; y hasta el terror diario post 9/11 vivido en las calles Las Vegas, Nevada; Paris, Francia y Lawrence, Kansas su pueblo natal, y la única ciudad en Norte América establecida durante una guerra de terror (John Brown). Resultando así su tercer libro de fotografía mundial callejera “White With Foam: Essays, Rumors, Field Notes, and Photographs from the Edge of World War III”, el cual fue publicado por Internet y en junio de 2009 fue lanzado en formato digital para Amazon Kindle.
Katrina

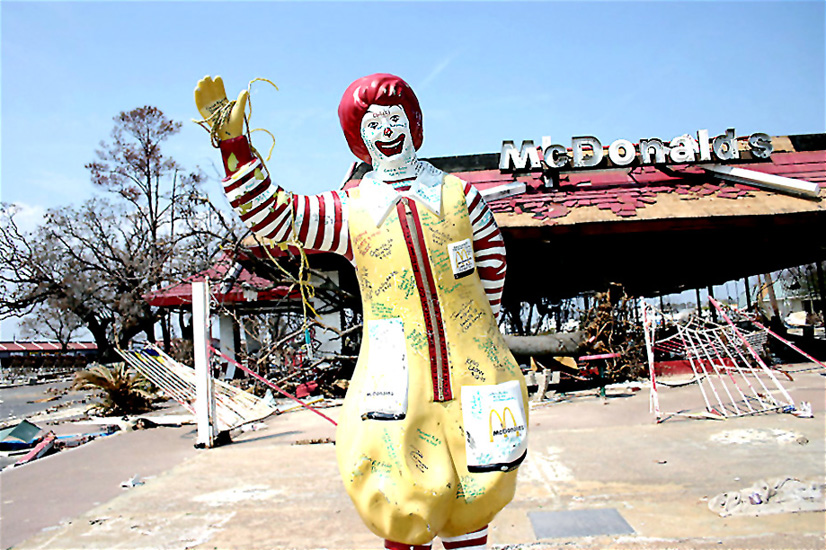
El daño causado por la tormenta a lo largo de la Carretera 90.

El 1 de septiembre de 2005 Smith fue enviado por la Cruz Roja Americana a las secuelas causadas por el Huracán Katrina y la inundación de Nueva Orleans; convirtiéndose en un miembro de la Cruz Roja para un refugio sin mucha ayuda en el sur de Luisiana, hacia las afueras de Nueva Orleans. Durante su servicio, tomó fotografías de la inundación mientras que estaba en una misión para salvar a un gato flotando por Canal Street, y también sacó fotografías del daño extremo causado por el huracán en casi toda la carretera 90 en la costa de golfo de Mississippi. En el 2009, ocho de las imágenes fueron incluidas a la colección permanente del Museo de Arte de Nueva Orleans.

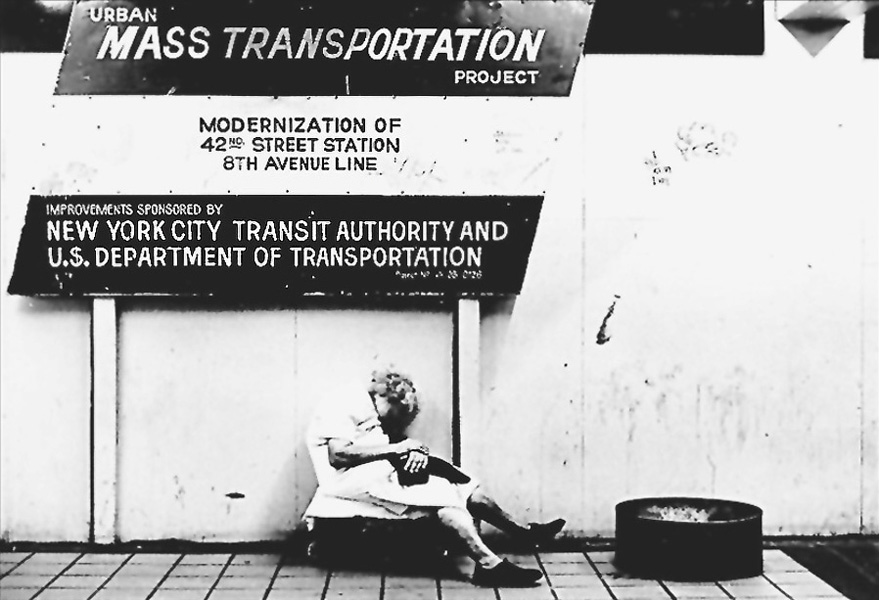
Esperando el cambio. 3:30 AM Ciudad de Nueva York.

Durmiendo en la Ciudad: Fotografía callejera desde donde sucedían los hechos.
Aunque fue llamado el padrino del periodismo ciudadano, por su innovadora pero peligrosa técnica para ganar acceso a varios lugares, Smith además ha emergido entre fotógrafos contemporáneos callejeros como el pionero que llevó la fotografía callejera a un nuevo nivel—un nivel mundial. Una misión de vida de documentar las calles del mundo a través de su arte ha tomado a Smith a las calles de más de 60 países en los seis continentes. Sus fotografías de estas calles del mundo han sido incluidas por muchas colecciones privadas de arte en todo el mundo, y muchas de las imágenes han sido incluidas a colecciones importantes de museos en Norte América, Sudamérica, y Europa.
Rocinha
Smith vivía y sacaba fotos en la favela más grande de Río de Janeiro durante la larga ocupación por narcotraficantes, antes de la pacificación. Trabajando con un equipo en junio de 2011, los tres terminaron publicando las fotos de sus experiencias en un libro y un film independiente. Todas las ganancias del libro y film vuelven a la comunidad de Rocinha para establecer clases de arte.

## Línea temporal de honores y hazañas
1982- empezó tomando fotografías puntos importantes de la Guerra Fría en El Salvador, Guatemala, Honduras y Nicaragua.
1982- empezó un estudio de toda la vida de Ámsterdam.
1990- fotografió el Telón de Acero incluyendo: Alemania Este, Alemania Oeste, Polonia, Checoslovaquia, Yugoslavia, Hungría, Grecia, Italia, Suiza, Francia, Bélgica y Holanda, dirigiéndose a la reunificación de Europa y Alemania, incluyendo celebraciones en Praga, y el 3 de octubre en Koln, Alemania.
1991- nombrado como uno de los cuatro ganadores de la competición Carrera Fotográfica de la revista American Photo.
1991- fotografió diversos momentos durante el colapso de la unión soviética.
1991- empezó una carrera alternativa, notada regional y nacionalmente, fotografía callejera a jóvenes en riesgo y a pandillas a través de docenas de subvenciones proporcionadas por National Endownment for the Arts y National Endowment for the Humanites a través de la Comisión de Arte de Kansas (así también como de otros estados). Estos programas sociales, en combinación con la notoriedad de Smith como un artista callejero global y gran educador, ganó la atención de la prensa internacional y nacional incluyendo: Sunday Morning con Charles Kuralt, Kansas Public Television Sunflower Journeys, ABC News y adicionalmente un reporte en CNN que se trató sobre su trabajo con pandilleros jóvenes afro-americano en Kansas City.
1996- fue invitado por William S. Burroughs para ser un contribuidor en la apertura de una exhibición de arte en el Spencer Museum of Art de la Universidad de Kansas, para celebrar la colaboración de Burroughs y Keith Haring, amigo de la infancia de Smith.
2000-aceptó una subvención de la Traver Foundation para publicar su segundo libro de fotografía global callejera, "Searching for Washington Square (Buscando Washington Square)", una muestra retrospectiva de su temprano trabajo tomando fotografías de las de 50 países distintos en que recorrió durante los primeros 15 años de su carrera entre1982 y 1996.
2000- nombrado ganador de la competición del lector internacional de la revista American Photo.
2000- editores de la revista Black and White Online(Nueva York) llamaron a www.streetphoto.com de Smith como una de las mejores 10 páginas del Internet con respecto a fotografías en blanco y negro.
2006- cuatro de las fotografías de Smith (Grecia, Ámsterdam, Montserrat y Las Vegas) fueron seleccionadas por el crítico fotográfico Mason Resnick para incluirlas en la exhibición de fotografía callejera de 4 meses “Crosswalks Exhibition” en el Museo de Arte en la ciudad de Oklahoma (OKCMOA). Luego de que la exhibición haya cerrado el museo incluyó dos de las fotografías de Smith (de Las Vegas y Ámsterdam) en su colección permanente de arte
2006- dos fotografías de "Streets of the Aftermath of Hurricane Katrina" se volvieron parte de la Exhibición Katrina Exposed (Junio-Septiembre) en el Museo de Arte de Nueva Orleans: Devastatingly Beautiful and Ronald McDonald Mississippi Surge-Scape.
2008- inició una retrospectiva de 30 años de su fotografía global callejera, sobre 64 países en seis continentes llamado: "Sleeping in the City: Dreamscapes and Other Episodes from Inside the Wire".
2009- ocho fotografías de "Streets of the Aftermath of Hurricane Katrina" fueron incluidas a la colección permanente del Museo de Arte de Nueva Orleans como parte del portafolio memorial del huracán.
2009- un portafolio de 45 fotografías de Smith de 1997-1999, “Holdout Streets of the Montserrat Volcano Disaster”, fue aceptado para la colección permanente del Montserrat National Trust.
2010- su fotografía fue aceptado para la colección permanente del George Eastman House Museo Internacional de Fotografía y Filme.
2011- una nueva colección de la vida de Gary Mark Smith se inició en el Kenneth Spencer Research Library de la University of Kansas, Lawrence, Kansas . Esta colección formará parte de su Kansas Collection.
2011- fue a sacar fotos de las calles de la favela más grande de Río de Janeiro cuando todavía estaba bajo el control de bandidos (antes de la pacificación) para su nuevo libro.

## Vida personal
Smith tuvo una formación muy difícil que terminó de mala manera, esto lo llevó a tomar la flexibilidad como gran tema en su arte. Su madre se había suicidado a causa de una incontrolable depresión, cuando él tan sólo estaba en el quinto grado del colegio, por lo que se desarrolló como una persona auto-dependiente que no se deja sucumbir por la duda. De adolescente, sufrió varios altercados físicos, los cuales lo llevaron a la incorporación de la furia en el mundo natural como método de fotografía callejera.
En 1976, Smith quedó repentinamente discapacitado durante una operación de rodilla, cuando espacio suficiente no fue dejado para la hinchazón en el yeso, y los nervios desde 3 pulgadas arribas de la rodilla hasta su pie izquierdo fueron aplastados. Este lo dejó en increíble dolor y bajo de la influencia de poderosos analgésicos por el resto de su vida.
En 1978, mientras que estaba viajaba por los Estados Unidos haciendo autoestop, Smith recogió un periódico en una parada de camiones a las afueras de Scottsbluff, Nebraska, y fue inspirado por un artículo que leyó sobre prometedores viajes internacionales más baratos de acuerdo a la nueva Ley de la Desregulación Aérea. Este desarrollo, y otros factores, lo impulsaron a convertirse en un fino fotógrafo callejero en vez de las otras opciones que le quedaban, las cuales eran mucho menos interesantes y no lo distraían tanto del dolor.

## Libros publicados
- "Favela da Rocinha, Brazil" (2012)
- “Molten Memoirs: Essays, Rumors, Field Notes and Photographs from The Edge Fury” (1999, 2000, 2001, 2009). (Lanzado como cinta para discapacitados en el 2001; lanzado como edición para Kindle en el 2009)
- “Searching For Washington Square” (2001) (Publicado por la Traver Foundation)
- “White With Foam: Essays, Rumors, Field Notes, and Photographs from the Edge of World War III” (10 de septiembre de 2001, al 12 de septiembre de 2002)(Publicado como libro en línea en diciembre de 2007)
- “The Road to Hell: How to Make Heaven Out of Third Class Travel” (2009)